# David P. Lewis
David Peter Lewis, född 1820 i Charlotte County, Virginia, död 3 juli 1884 i Huntsville, Alabama, var en amerikansk politiker. Han var guvernör i Alabama 1872–1874.
Lewis studerade juridik och inledde sin karriär som advokat i Lawrence County, Alabama. Han var först demokrat men bytte parti efter presidentvalet 1868 till Republikanska partiet. I guvernörsvalet 1872 vann han mot demokraten Thomas H. Herndon. Den viktigaste frågan under Lewis ämbetsperiod som guvernör var de svartas medborgerliga rättigheter. En lag om medborgerliga rättigheter godkändes i Alabamas senat som kontrollerades av demokraterna men fastnade i representanthuset som kontrollerades av Lewis eget parti, republikanerna. Den lag som godkändes av delstatens senat var inte tillräckligt avancerad för många republikaner i delstatens representanthus och republikanernas inre splittring ledde till misslyckandet med att få lagen igenom ens i någon form. År 1874 efterträddes Lewis som guvernör av demokraten George S. Houston. Två år senare bytte Lewis parti tillbaka till demokraterna.
Lewis avled 1884 i Huntsville och gravsattes på stadens Maple Hill Cemetery.